# ディンケルシェルベン
ディンケルシェルベン (ドイツ語: Dinkelscherben) は、ドイツ連邦共和国バイエルン州シュヴァーベン行政管区のアウクスブルク郡に属す市場町である。

## 地理

### 位置
ディンケルシェルベンは、アウクスブルクの西約 25 km のアウクスブルク＝ヴェストリヘ・ヴェルダー自然公園内にある。町域は、周縁部の小さな部分を除いて、ライシェナウ地方に属す。

### 自治体の構成
この町は、10のゲマルクング（行政/統計上の管区）、21のゲマインデタイル（地理上の地区）からなる。
- アンリート。エンゲルツホーフェンを含む。
- ブライテンブロン。ホルツァーラを含む。
- ディンケルシェルベン。アウを含む。
- エッテルリート。
- フラインハウゼン。エルミシュヴァングを含む。
- グリューネンバイント。
- ヘーダー。シェムパハおよびノイヘーダーを含む。
- リンダハ。
- オーバーシェーネベルク。ライシェナウ、ザウラハ、ジーフェンヴァングおよびシュターデルを含む。
- リート。キューバッハを含む。

### 隣接する町村
北はツースマールスハウゼン、北東はホルガウ、東はクッツェンハウゼン、南はウスタースバッハおよびフィッシャハ、南西は自治体に属さないシュメラーフォルストおよびツィーメッツハウゼン（ギュンツブルク郡）、西はブルテンバッハ（ギュンツブルク郡）と境を接している。

## 歴史

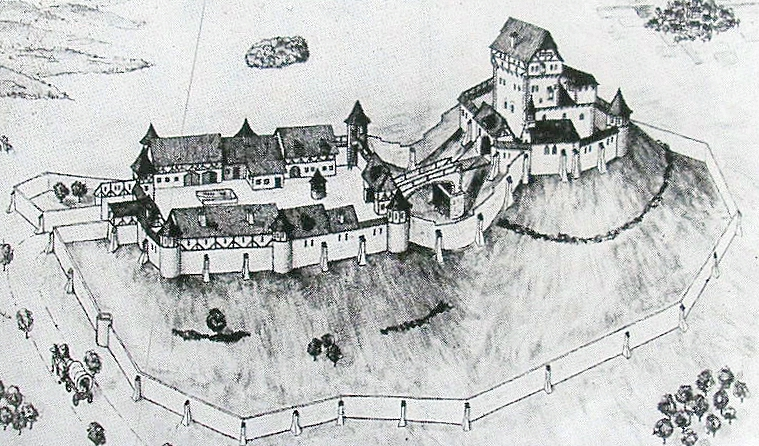
ツーザメック城復元図

ディンケルシェルベンは、11世紀に森の開墾地に建設された。最初の文献記録は1162年である。15世紀から1803年に世俗化されるまでこの集落はアウクスブルク聖堂参事会の所有で、その後バイエルン領となった。聖堂参事会は、ディンケルシェルベンが中心的な位置にあることと、ツーザメック城が存在することから、15世紀から16世紀にかけて「地域の中心集落」として発展させた。これに伴い、この集落は独自の高等裁判権と教会区を有していた。ディンケルシェルベンは1514年に皇帝マクシミリアン1世から市場開催権を与えられた。1604年には、現在も存在している病院が開設された。
バイエルン王国の行政改革に伴う1818年の自治体令によって現在の自治体が成立した。1862年から1929年までディンケルシェルベンはベツィルクスアムト・ツースマールスハウゼンに、1929年からはベツィルクスアムト・アウクスブルクに属した。ベツィルクスアムト・アウクスブルクは1939年にラントクライス・アウクスブルク（アウクスブルク郡）に改組された。
1928年7月31日にディンケルシェルベンの鉄道事故が起こった。これは分岐器と信号の不具合により2両の鉄道車両が追突した事故であった。この事故で23人が死亡した。
バイエルン州の市町村再編に伴い、1972年7月1日にアンリートが合併した。1977年1月1日にエッテルリートがこれに加わった。1978年5月1日には、ブライテンブロン、フラインハウゼン、グリューネンバイント、ヘーダー、リンダハ、オーバーシェーネベルク、リートがこれに続いた。

### 紋章と地名
図柄: 赤地と銀地に左右二分割。2つの領域をまたいで緑の植木鉢が置かれ、そこから3本の金のスペルトコムギ (ドイツ語: Dinkel) が伸びている。この紋章と現在の地名は誤解からなっている。中世の史料では、集落名は Tenchelserum と記述されており、Dankilo あるいは Tenchilo（「Dankiloの牧草地沿いの集落」）に由来していることが判る。しかし16世紀にはすでに地名の由来が判らなくなり、発音から転じて Dinkelscherben と表記するようになり、現在の紋章の解釈の元となった。背景の赤と白との配色は、聖堂参事会の色である。

## 住民

### 人口推移
1988年から2018年までの間にこの市場町の人口は6,176人から6,425人へ、249人 4 % 増加した。これはアウクスブルク郡の市町村の中で、この期間の最も低い人口上昇率であった。

## 行政

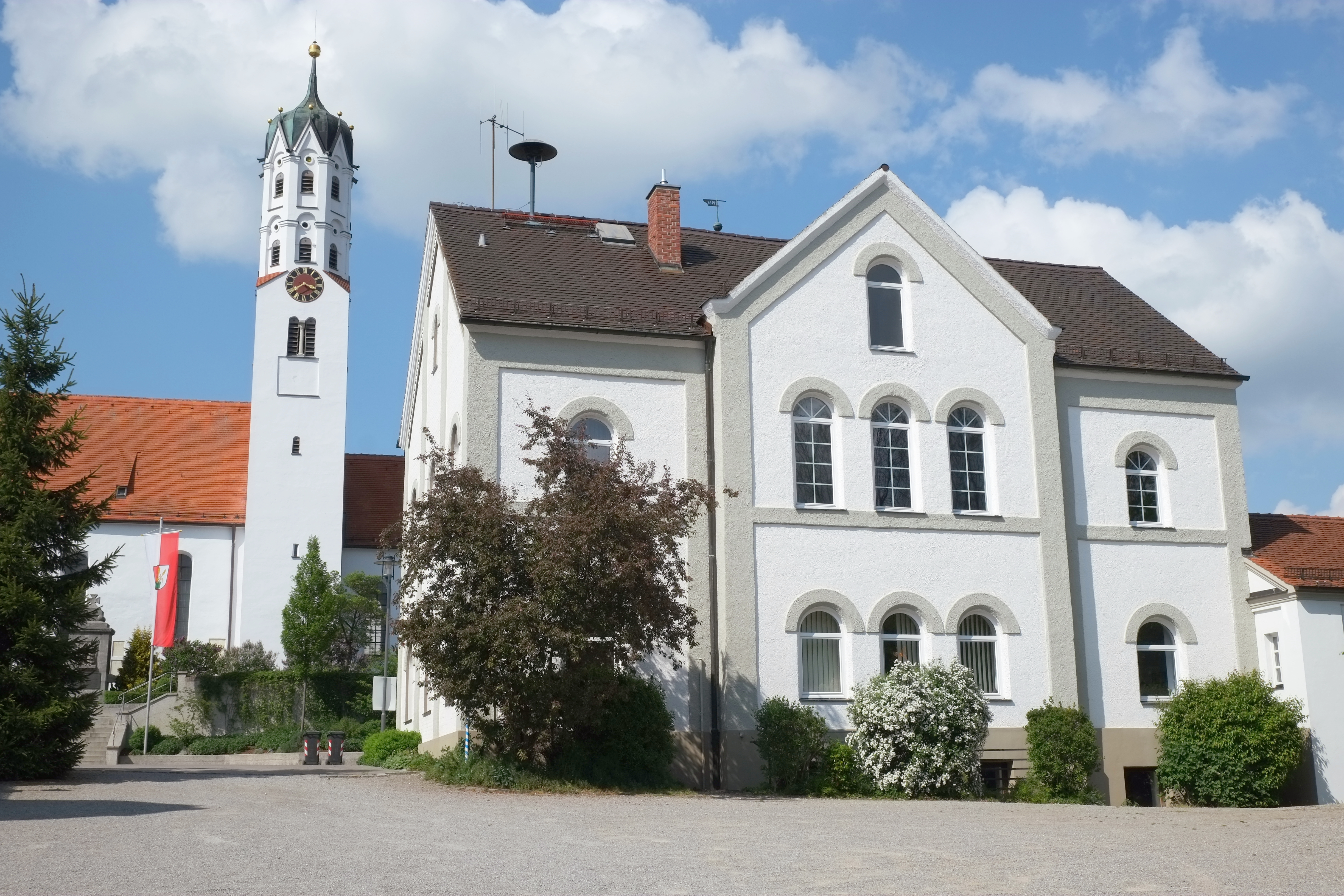
ディンケルシェルベン町役場。背後は聖アナ教会の塔

### 首長
2014年からエトガー・カルプ（無所属、Unabhängige Wählergruppe）が町長を務めている。彼は2020年3月29日の町長選挙決選投票で 54.8 % の支持票を獲得してさらに6年の任期を得た。彼の前任者はペーター・バウマイスター（無所属、1996年 - 2014年）であった。

### 議会
ディンケルシェルベンの町議会は20議席の議員からなる。

## 文化と見所

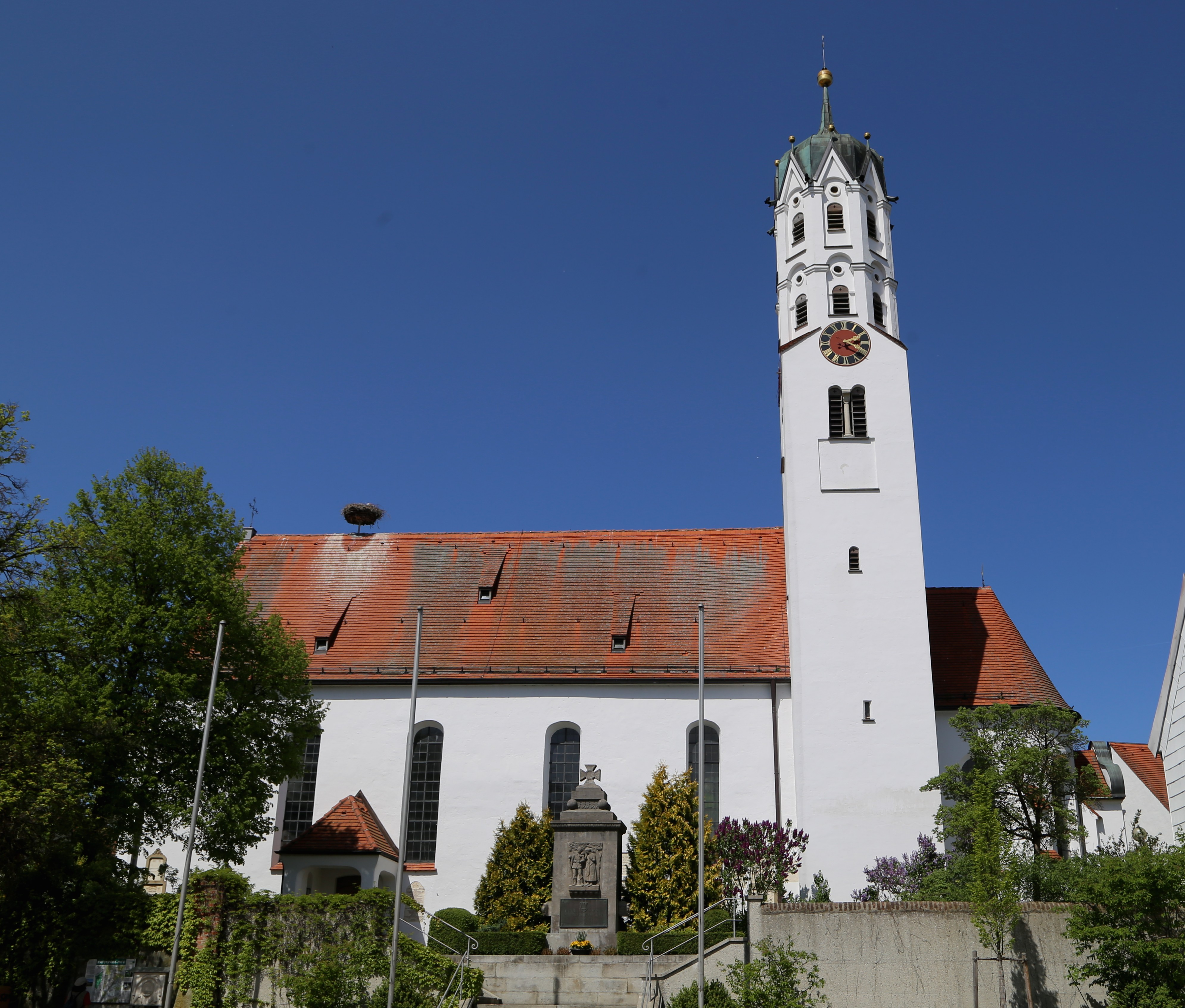
聖アナ教会

### 見所
カトリックの聖アナ教会が町の景観を支配している。この教会は1507年に建設され1580年に塔が追加された。18世紀に建物全体がバロック化された。ツーザメック城で唯一現存する建物である城砦礼拝堂も見応えがある。同じく町の中心部には、1604年にアウクスブルク聖堂参事会主席司祭のヨハン・ヒエロニムス・シュティーア・フォン・オストラハによって創建された保護文化財に指定されたシュピタール（病院）がある。この病院は2019年にディンケルシェルベン住民の請願によって閉鎖の危機を免れた。現在この建物には老人ホームが入居している。
ライシェナウ郷土博物館は、3つの部門で郷土の工芸や文化史の展示を行っている。ライシェナウの先史時代・古代、18世紀から19世紀の農民の日常生活の記録、世界的にもユニークなシェーラー＝ギャラリーである。シェーラー＝ギャラリーは、エッテルリート出身の画家シェーラー兄弟の作品の大部分を収蔵する世界で唯一のギャラリーである。この画家兄弟はヨーロッパの多くの国々で活動した。その作品であるステンドグラスをアメリカでも見ることができる。
3つの周回路からなる「文化の径」をたどることで、ディンケルシェルベンやその地区の文化的に価値の高い建物や重要な史跡を訪れることができる。径沿いに案内柱が配置され、集落や見所についての情報を提供している。ルート1は、首邑ディンケルシェルベンを通るルートである。ルート2は町域東部のヘーダー周辺およびライシェナウの一部を通る。ルート3は、南部のライシェナウや西部のグリューネンバイントおよびフラインハウゼンを通る。ルート1は徒歩で回ることができるが、他の2つのルートは少なくとも自転車が必要である。

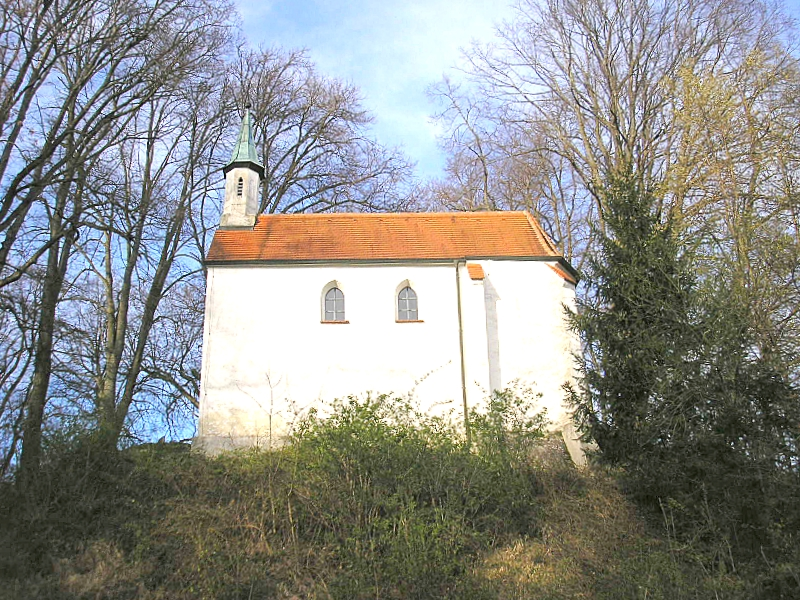
ツーザメック城趾の城砦礼拝堂
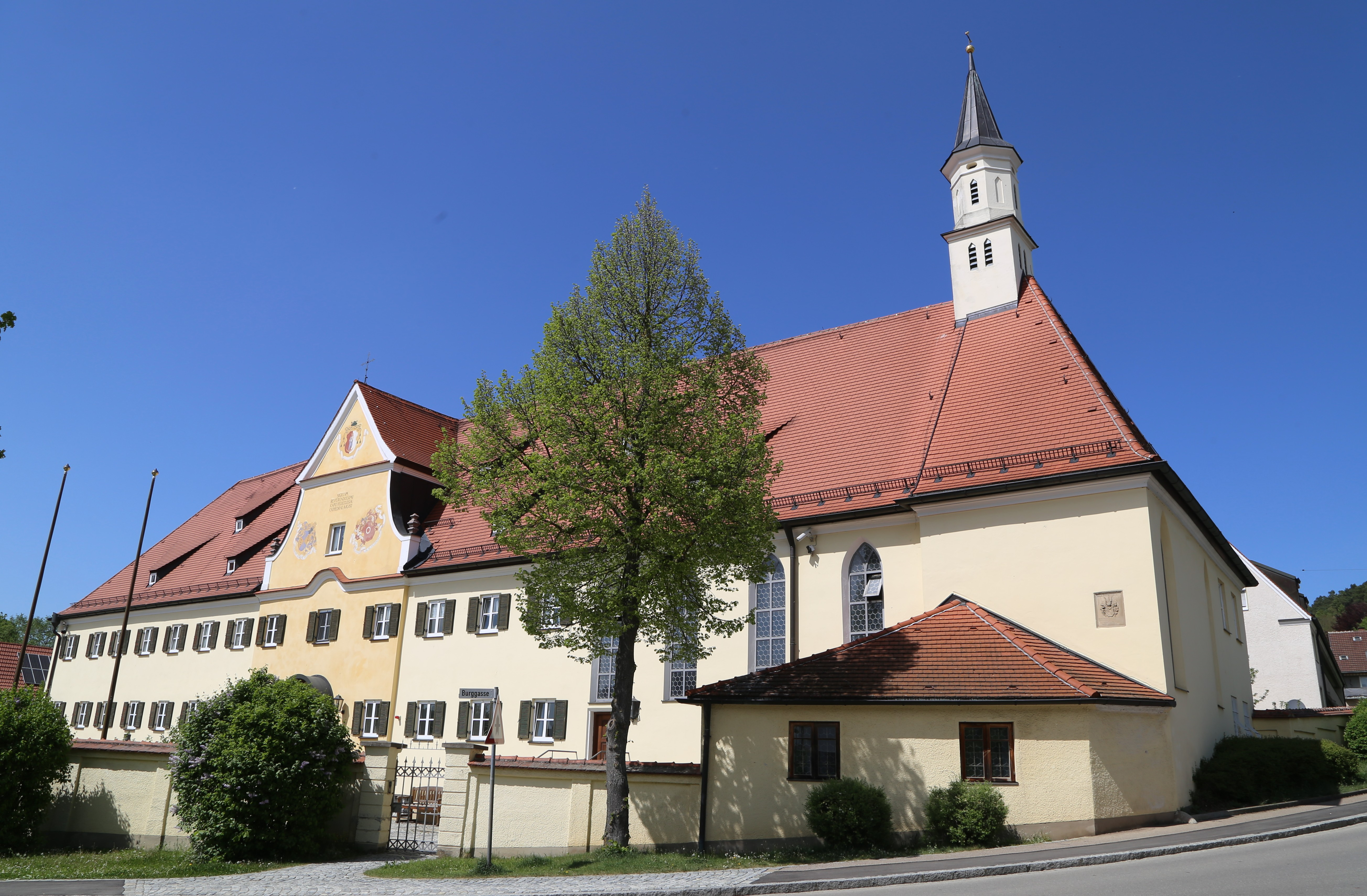
シュピタール
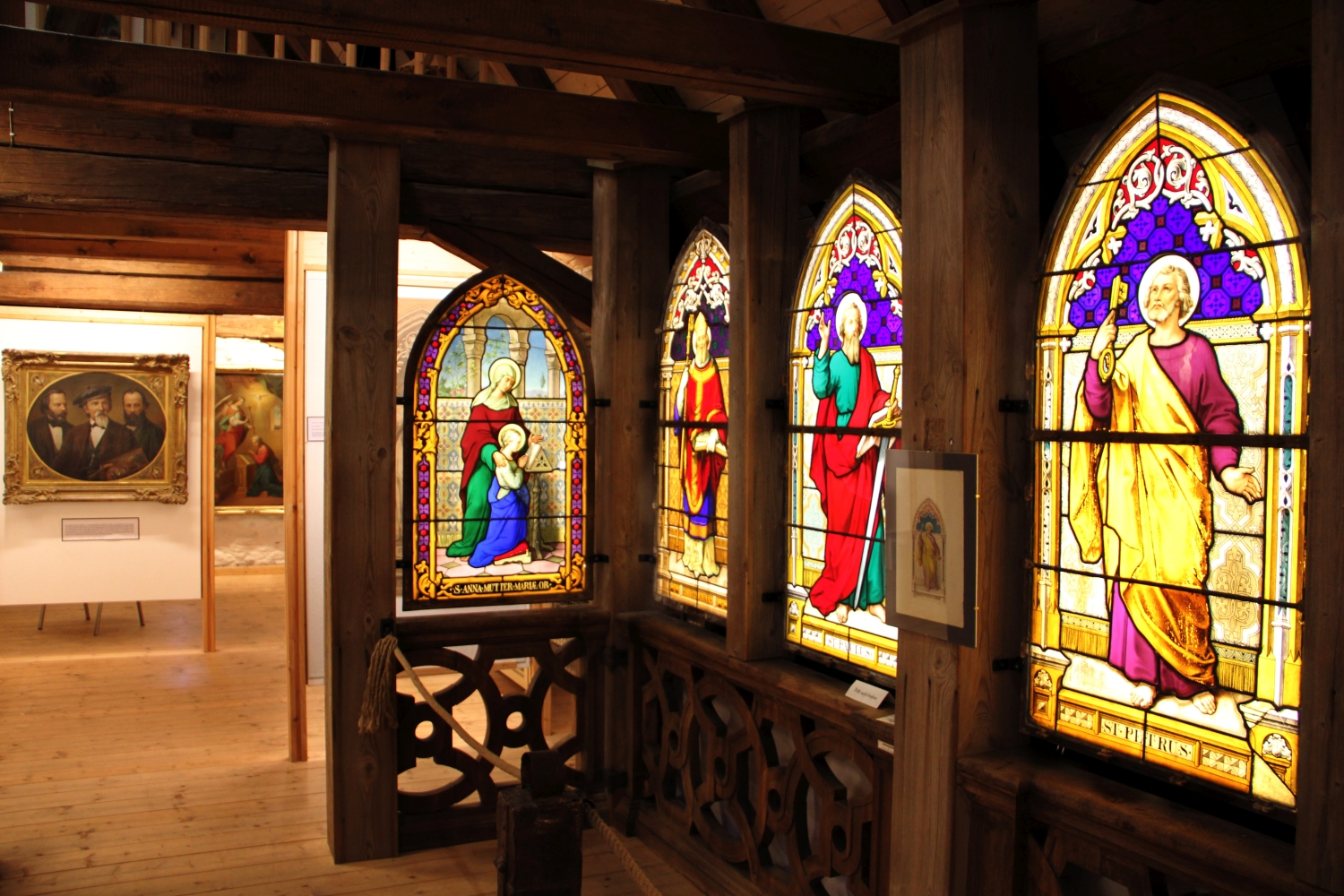
ライシェナウ郷土博物館のシェーラー＝ギャラリー

### レジャーと文化
ディンケルシェルベンやその地区での生活は、レジャー、文化、観光の様々な機会によって特徴付けられる。100を超えるクラブ、グループ、地元のアーティストたちが活発に、しばしばボランティアで町の文化的生活を形成している。

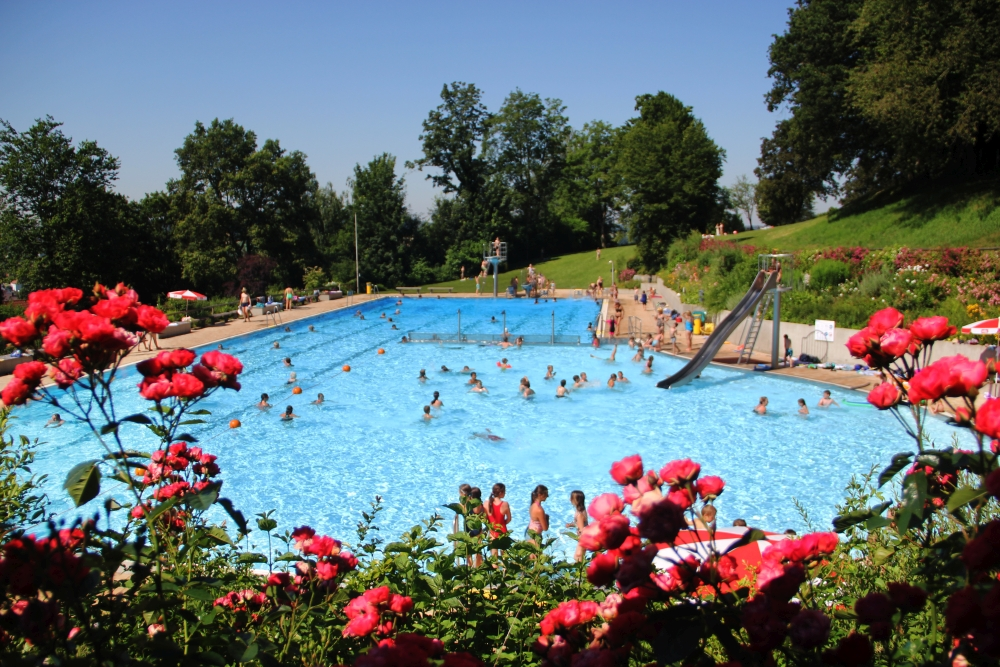
パノラマバート・ディンケルシェルベン

パノラマバートは、飛び込み台とウォータースライダーがある 50 mプール、大きな日光浴用芝生広場の他に、児童遊技場や児童用温水ブールを備えている。地区の外れのカイザーベルクには、アスレチックコースや自然学習路、TSV-ディンケルシェルベン e.V. のスポーツ施設がある。ヴェストリヘ・ヴェルダー自然公園内のライシェナウ全域に、サイクリングや散策に適した数 km もの遊歩道が整備されている。オットー＝シュナイダー周回路は、ツーザメック城を通り、トウヒが繁るウーレンベルクを抜け、隣接するシュタイネキルヒのヴォルフスブルクへ至る。
ディンケルシェルベンには無料の e-バイクのレンタルステーションが2箇所ある。町域全体に多くの公共の遊戯広場がある。
音楽の面では、特にディンケルシェルベン音楽クラブが様々なコンサート、町役場の庭でのサマーフェストやニューイヤー演奏会に携わっている。クラシック音楽は、定期的に開催される町役場コンサートで楽しむことができる。ディンケルシェルベンでは、7月の最終週の週末にディンケル＝フェスティバルが開催される。
ディンケルシェルベンとその地区では3年ごとに、様々な分野の文化イベントが開催される文化週間「ライシェナウアー・マルクストイ」が設けられている。1980年から毎回何十ものクラブ、グループ、住民たちがこの文化週間に参加している。

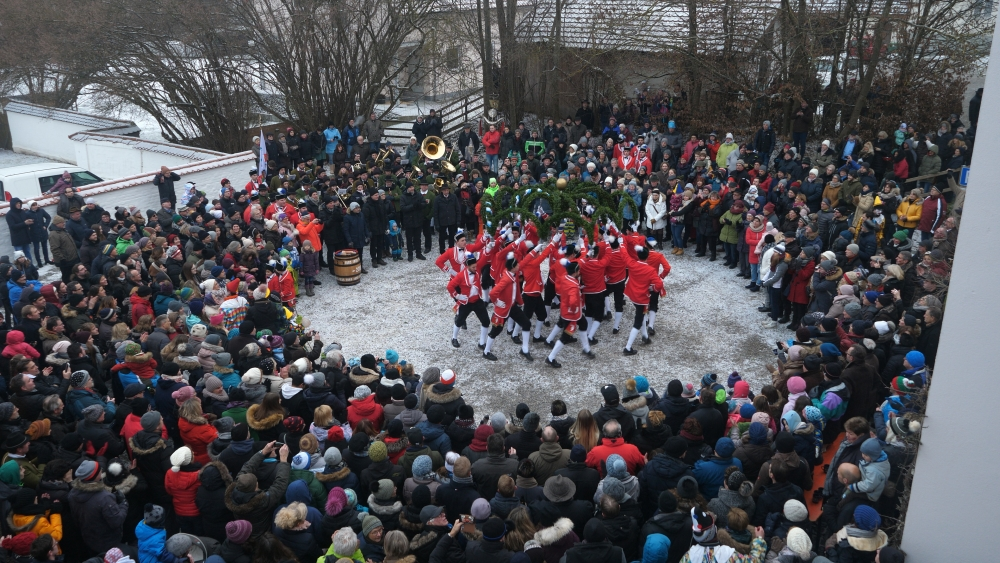
シェフラータンツ（2019年）

7年に1度、謝肉祭の時期にディンケルシェルベンで「ディンケルシェルベンのシェフラータンツ」が開催される。伝承によれば、シェフラータンツ（直訳: 樽ダンス）の伝統は1517年のペスト禍の後、ミュンヘンで始まったとされている。Buchsbögen を持って様々な種類のダンスを踊るダンサーの他に樽叩きがこの催しに参加する。この伝統行事はディンケルシェルベンでは1893年から行われており、バイエルン＝シュヴァーベン全体で最も古い。参加者は18歳以上、未婚の男性でディンケルシェルベン在住の者と不文律で決められている。第一次世界大戦と第二次世界大戦の時期を除き、このイベントは7年ごとに、公現祭から告解の火曜日までの間の週末と祝日に開催されてきた。2023年現在、最後のディンケルシェルベンのシェフラータンツは2019年に開催された。

## 経済と社会資本

### 交通
5つのプラットホームがあるディンケルシェルベン駅には、レギオナルエクスプレス 9（ウルム - アウクスブルク - ミュンヘン）およびレギオナルバーン 86（ディンケルシェルベン - アウクスブルク - ミュンヘン）の列車が発着する。両者はそれぞれ1時間間隔で運行している。
1853年9月26日にアウクスブルク - ディンケルシェルベン区間が、1854年5月1日にディンケルシェルベン - ブルガウ間が開通したことで完成した鉄道アウクスブルク - ウルム線（バイエルン・マクシミリアン線の一部）によってディンケルシェルベンは鉄道網に接続した。これに加えて1894年12月15日にローカル鉄道ディンケルシェルベン - タンハウゼン線が開通した。この路線はタンハウゼンおよびツィーメッツハウゼンを本線に接続していたが、乗客数の減少から1966年9月24日に旅客運行を停止した。さらに1990年半ばには貨物輸送量も減少したため、2000年1月31日に貨物輸送も停止され、この路線は撤去された。
ディンケルシェルベンは、隣町のツースマールスハウゼンにあるインターチェンジを介してアウトバーン A8号線への接続が良好である。

## 人物
- エドゥアルト・オスヴァルト（ドイツ語版、英語版）（1947年 - ）政治家。2011年から2013年にドイツ連邦議会副議長を務めた。1998年には第5次コール内閣（ドイツ語版、英語版）で数ヶ月間、連邦住宅・都市開発・建設大臣を務めた。ディンケルシェルベン在住。

### 原注
1. ↑  1928年8月1日付けの Neue Augsburger Zeitung の記事およびハンス・ヨアヒム・リッツァ著 Von Siegelsdorf nach Aitrang. Die Eisenbahnkatastrophe als Symptom – eine verkehrsgeschichtliche Studie（1972年）では死者16人、“消防団のウェブサイト”. 2013年12月25日時点のオリジナルよりアーカイブ。2023年7月12日閲覧。では死者は12人とされている